# Toledoth Yeshu
Toledoth Yeshu ( ספר תולדות ישו din ebraică, cu sensul de Viața lui Iisus sau Istoria lui Iisus) este o lucrare medievală de proporții reduse care pretinde că narează viața lui Iisus din perspectiva iudaică.
Ar fi fost compilată pentru prima oară prin secolul al V-lea. Lucrarea relatează despre Iisus, pe care îl caracterizează ca fiind un copil nelegitim și nerușinat, care a învățat Numele Inefabil în templu, l-a scris pe o bucată de hârtie pe care a cusut-o pe carnea coapsei sale. Cu această hârtie ar fi făcut multe minuni și ar fi atras numeroși adepți.
Înțelepții din Israel l-au învățat pe unul dintre ai lor, pe Yehuda Iskarioto, Numele Inefabil, pentru ca acesta să facă semne și minuni împotriva  lui Iisus, inclusiv o luptă pe cer, în care Yehuda zboară mai sus decât Iisus, îl învinge, astfel încât Iisus cade înapoi pe pământ.
În lucrare sunt relatate și alte povestiri stranii, dar în final Iisus este prins, arestat și spânzurat de o tulpină de varză în ajunul Paștelui.
După ce este îngropat, un grădinar îi ia trupul și-l aruncă într-un canal de apă. Ucenicii, nemaigăsind trupul lui Iisus, proclamă învierea lui Iisus. Dar Rabi Tanchuma (care de fapt a trăit la 400 de ani după Iisus Hristos) găsește corpul și dă în vileag toată scamatoria. Dar ucenicii fug și își împrăștie religia în toată lumea.
Shimeon Kepha (Sfântul Petru) sfârșește într-un turn construit pentru el (Biserica Sfântu Petru din Roma, Italia) unde compune imnuri și cântece pentru a le trimite pe tot pământul.
Klausner apreciază că este numai de o citire superficială a acestei lucrări pentru a ne da seama că este doar o lucrare folclorică, în care se amestecă confuz zvonuri și legende timpurii și târzii despre Iisus, din Talmud și Midraș, răstălmăciri defăimătoare din Evanghelii, alte legende populare. Klausner concluzionează că nu neagă niciodată nimic: schimbă pur și simplu răul în bine și binele în rău.
Samuel Krauss etichetează relatările din Toledoth Yeshu drept motive folclorice.